# Diego Meneses
Diego Meneses (n. 7 iulie 1998) este un sportiv ce a reprezentat Columbia. A participat la competiții asociate Jocurilor Olimpice în care a câștigat două medalii de bronz.